# Louis Baare

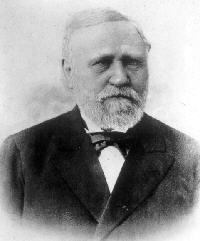
Louis Baare

Carl Ludwig Baare, genannt Louis Baare, (* 12. Juni 1821 in Minden; † 16. Mai 1897 in Bochum) war ein deutscher Kaufmann und Manager in der Montanindustrie.

## Leben und Familie
Carl Ludwig Baare wurde am 12. Juni 1821 in Minden, Westfalen geboren. 
Louis Baare war zweimal verheiratet:
- Mit seiner ersten Frau Elisabeth Alwine († 1850), geborene Hönemann, hatte er zwei Söhne: Bernhard und Paul.
- Mit seiner zweiten Frau Helene Johanna (* 17. Oktober 1830; † 7. April 1885[3]), geborene André, hatte er weitere fünf Söhne (Friedrich, Wilhelm, Adolf (* 28. Januar 1861 in Bochum; † 6. Januar 1906 in Mülheim an der Ruhr[3]), Louis und Theodor) sowie drei Töchter, von denen allerdings nur Minna das Säuglingsalter überlebte.

Drei seiner insgesamt sieben Söhne bekleideten später ebenfalls leitende Posten des Bochumer Vereins: Friedrich, Wilhelm und Bernhard.

## Wirken
Louis Baare kam im Alter von 24 Jahren als kaufmännischer Angestellter zur Köln-Mindener Eisenbahn-Gesellschaft und stieg dort in der Verwaltung bald auf. Das Unternehmen gehörte zu den Gläubigern der Bochumer Gußstahlfabrik Mayer & Kühne, aus der später der Bochumer Verein hervorging. Anfang 1855 kam Baare nach Bochum. Er war kaufmännischer Direktor (technischer Direktor blieb zunächst der Werksgründer Jacob Mayer), dann bis 1895 Generaldirektor des Bochumer Vereins und baute ihn zu einem Unternehmen mit weltweiter Bedeutung aus. Sein Nachfolger in dieser Funktion wurde sein Sohn Fritz Baare.
Von 1863 bis 1897 war Baare Stadtverordneter der Stadt Bochum. Ferner war er von 1872 bis 1897 Präsident der Handelskammer zu Bochum. Von 1884 bis 1895 war er für den Wahlbezirk Mark für die Kollektivstädte und dann für den Wahlkreis Bochum-Stadt und die Nationalliberale Partei Mitglied des Provinziallandtags der Provinz Westfalen.
Louis Baare war ab 1879 Mitglied des preußischen Abgeordnetenhauses und beriet Otto von Bismarck in einigen sozialpolitischen Fragen. 1880 und 1881 war er in der Frühphase der Erarbeitung eines Unfallversicherungsgesetzes Ideengeber für Bismarck.
Als gegen Ende des Jahrhunderts der Antisemitismus gegen die Juden auch in Bochum zunahm, gab es auch unerfreulichste politische Veranstaltungen. Dazu zählten mehrere antisemitische Vorträge und Parteiversammlungen während der 1880er-Jahre. Ein bekannter Antisemit, Max Liebermann von Sonnenberg, der 1884 mehrfach im Schützenhof aufgetreten war, zog mit seiner Rede bis zu 3000 Zuschauer an. Die Honoratioren der Stadt Bochum fühlten sich dazu berufen, klare Gegenposition zu beziehen. In einem offenen Brief vom 12. Juli 1884 distanzierten sich mehr als 60 angesehene Bochumer Bürger von der judenfeindlichen Bewegung. Neben Baare, als wichtigster Industrielle waren es weitere Industrielle, leitende kaufmännische Angestellte, Angehörige des Mittelstandes und hohe städtische Beamte wie der Stadtbaumeister Hermann Bluth. Sie appellierten an die Leser, sich von solchen Versammlungen fernzuhalten. Louis Baare gehörte auch als westfälisches Mitglied dem von liberal und humanistisch gesinnten Bürgern 1890 gegründeten „Verein zur Abwehr des Antisemitismus“ an, und unterzeichnete entsprechende Aufrufe.

## Auszeichnungen
Vom preußischen Staat wurden Baares Verdienste mit den Ehrentiteln Kommerzienrat und Geheimer Kommerzienrat honoriert. 1884 wurde er in den Preußischen Staatsrat berufen. 1888 verlieh die Stadt Bochum Louis Baare die Ehrenbürgerwürde. Die Stadt würdigte seine Arbeit mit den Worten: „Die Fortschritte des großen Werkes, an dessen Spitze er steht, sind innig verknüpft mit dem Gedeihen der Stadt.“
Das Louis-Baare-Berufskolleg, die Baarestraße in Stahlhausen, in der auch eine Gedenktafel steht, und die Baarestraße in Herne-Börnig sind nach ihm benannt.

## Nachleben

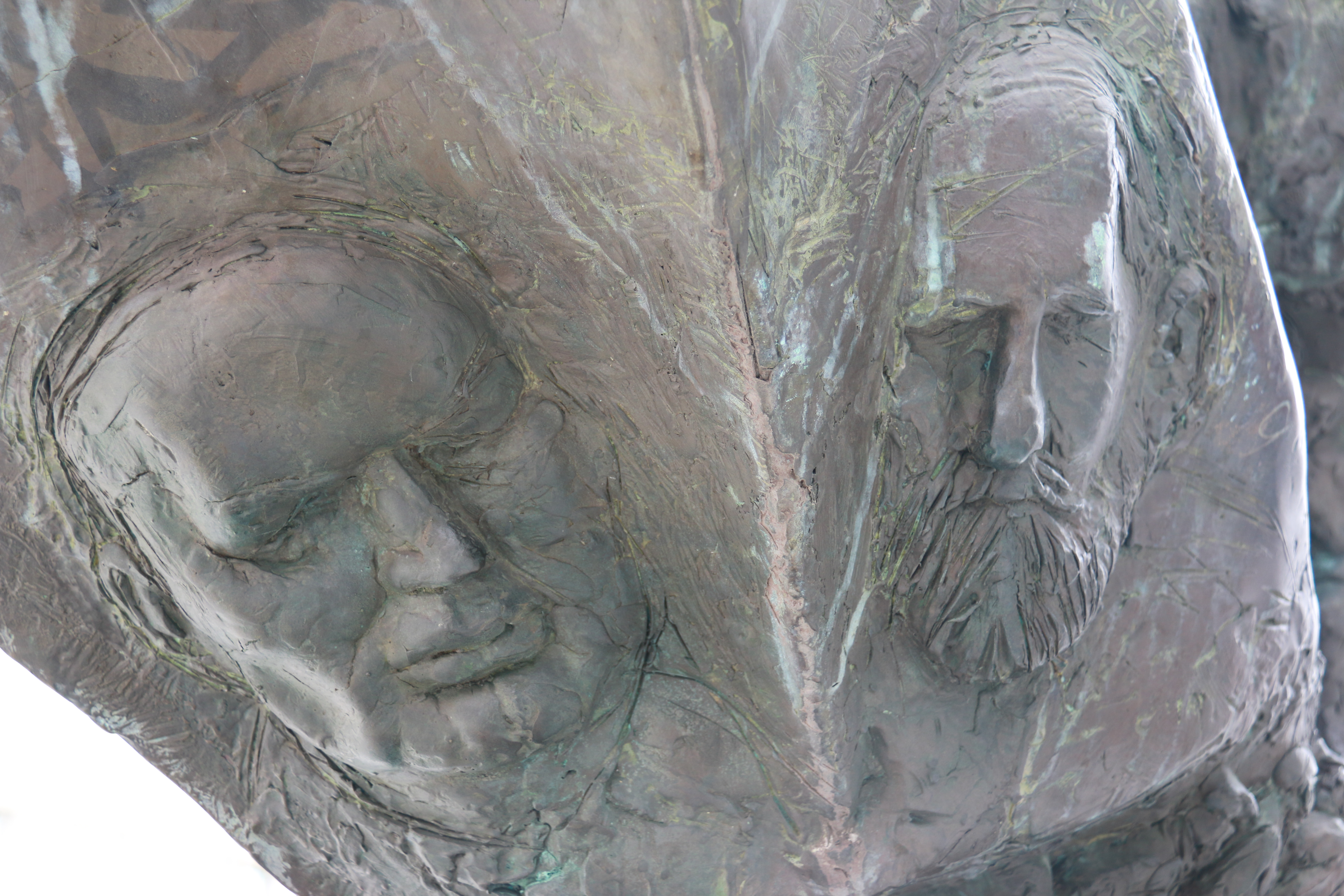
Louis Baare (rechts) neben Jacob Mayer

Noch heute existiert sein letzter Wohnsitz, die für ihn erbaute Villa Baare in Höntrop. Die Familiengruft Baares befindet sich im heutigen Bochumer Kortumpark. Auf der Skulptur Entfaltung der Stadt ist er neben Jakob Mayer abgebildet.